# Doen, durven of de waarheid (lied)
Doen, durven of de waarheid is een lied van de Nederlandse zanger Nielson. Het werd in 2018 als single uitgebracht en stond in hetzelfde jaar als zevende track op het album Diamant.

## Achtergrond
Doen, durven of de waarheid is geschreven door Niels Littooij, Lodewijk Martens, Matthijs de Ronden en Don Zwaaneveld en geproduceerd door Martens. Het is een lied uit het genre nederpop. In het lied zingt de artiest over een jeugdherinnering waarin hij een zorgeloze zomer had. Van het lied zijn twee versies bekend. De versie zoals ook op het album te vinden en een versie met een rapbijdrage van Big2. 

## Hitnoteringen
De zanger had weinig succes met het lied in het Nederlands taalgebied. Er was geen notering in de Single Top 100 en ook de Top 40 werd niet bereikt. Bij laatstgenoemde was er wel de vijftiende plaats in de Tipparade. In Vlaanderen had het geen noteringen in de Vlaamse Ultratop 50, maar kwam het tot de zevende plek van de Ultratip 100